# Calathocratus africanus
Espèce
Synonymes
- Trogulus africanus Lucas, 1846
- Trogulocratus tunetanus Roewer, 1950

Calathocratus africanus est une espèce d'opilions dyspnois de la famille des Trogulidae.

## Distribution
Cette espèce se rencontre en Algérie, en Tunisie et en Italie en Sicile.

## Description
Calathocratus africanus mesure de 8 à 9 mm.

## Systématique et taxinomie
Cette espèce a été décrite sous le protonyme Trogulus africanus par Lucas en 1846. Elle est placée dans le genre Calathocratus par Simon en 1879.
Trogulocratus tunetanus a été placée en synonymie par Schönhofer en 2013.

## Publication originale
- Lucas, 1846 : Histoire naturelle des animaux articulés. Exploration scientifique de l'Algérie pendant les années 1840, 1841, 1842 publiée par ordre du Gouvernement et avec le concours d'une commission académique. Paris, Sciences physiques, Zoologie, vol. 1, p. 89-271.